# Герб на Херсонско-Таврическото царство
Гербът на Херсонско-Таврическото царство е част от тържествения герб на Руската империя.
Представлява черен византийски орел с червен език и златни нокти, увенчан с 2 златни корони. На гърдите на орела е поставен лазурен щит, на който е изобразен православен кръст. Гербът е увенчан с подобната на Мономах шапка, която Петър I поръчва през втория наряд.
Гербът „говори“ за идването на православието в Русия от Византия чрез Крим (Таврия).
Развалините на античния град Херсонес са разположени недалеко от Севастопол на Кримския полуостров. Първоначално градът принадлежал на скитите, а по-късно на Византия. Дълго време на Кримския полуостров се намира страшното Кримско ханство, което пада под руска власт през 1783 г.